# بورياس
بورياس Borée) Boreas) (باليونانية: Βορέας وتعني الشمال)‏ هو شخصية في الأساطير الإغريقية، إذ يعتبروونه إله الريح الشمالية. ويذكر هسيودوس أنه ابن التيتان استرايوس Astraeus وإيوس Eos، أما أخوته فكانوا يمثلون معه الرياح الأربع، وهم إيوروس Evros (ريح الشرق)، نوتوس Notos (ريح الجنوب)، زيفيروس Zephyros (ريح الغرب).